# Гребінний м'яз
Гребінний м'яз (лат. musculus pectineus) — м'яз стегна медіальної групи. Початкова точка фіксації — клубово-лобкове підвищення, кінцева — медіальна губа стегнової кістки. Прикріплюється до гребінної лінії стегнової кістки. Виконує функцію приведення стегна. Також бере участь у його згинанні.
Іннервується стегновим нервом.